# Saqueo de Córdoba (1808)

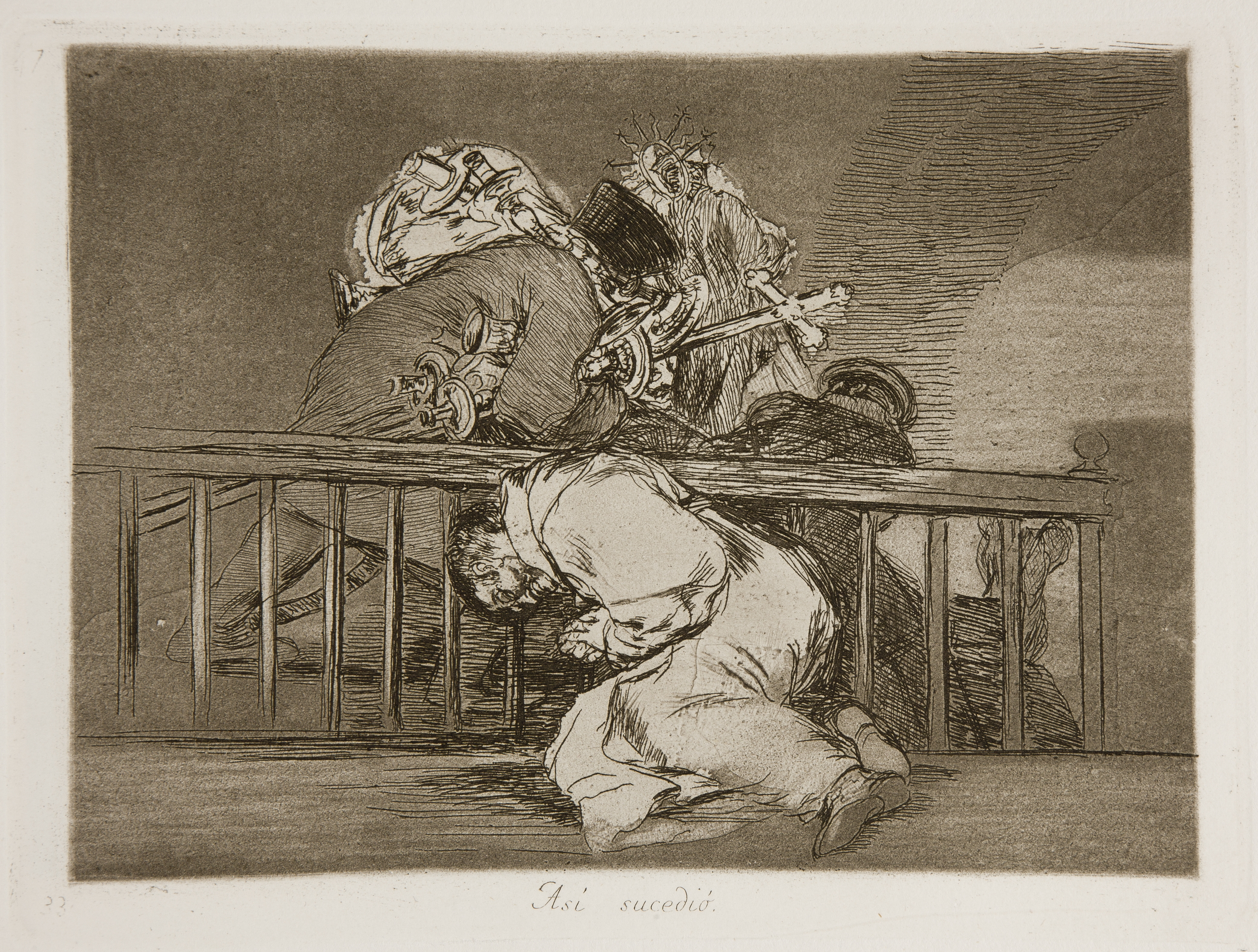
Así sucedió, uno de los grabados de Francisco de Goya para la serie Los desastres de la guerra, que muestra a unos soldados franceses expoliando reliquias y objetos litúrgicos del interior de un edificio religioso tras agredir a un sacerdote.

El saqueo de Córdoba se produjo al iniciar la Guerra de la Independencia Española en 1808, cuando esta ciudad sufrió asesinatos, robos y violaciones por parte de las tropas francesas que duró tres días y sembró de terror a la población.

## Historia
Tras la batalla del puente de Alcolea, el general Dupont entró en Córdoba el 13 de junio de 1808 por la Puerta Nueva y se dedicó a sembrar el pánico en la ciudad. La razón o excusa para tal acción, fue un tiro fallido que el juez de paz de la Santa Hermandad Pedro Moreno realizó desde la actual calle Alfonso XII dirigido al General Dupont. Con el apoyo de la artillería, las tropas galas asaltaron iglesias, conventos y casas, robando todo tipo de carros, vehículos, caballos y dinero, entre otros bienes.

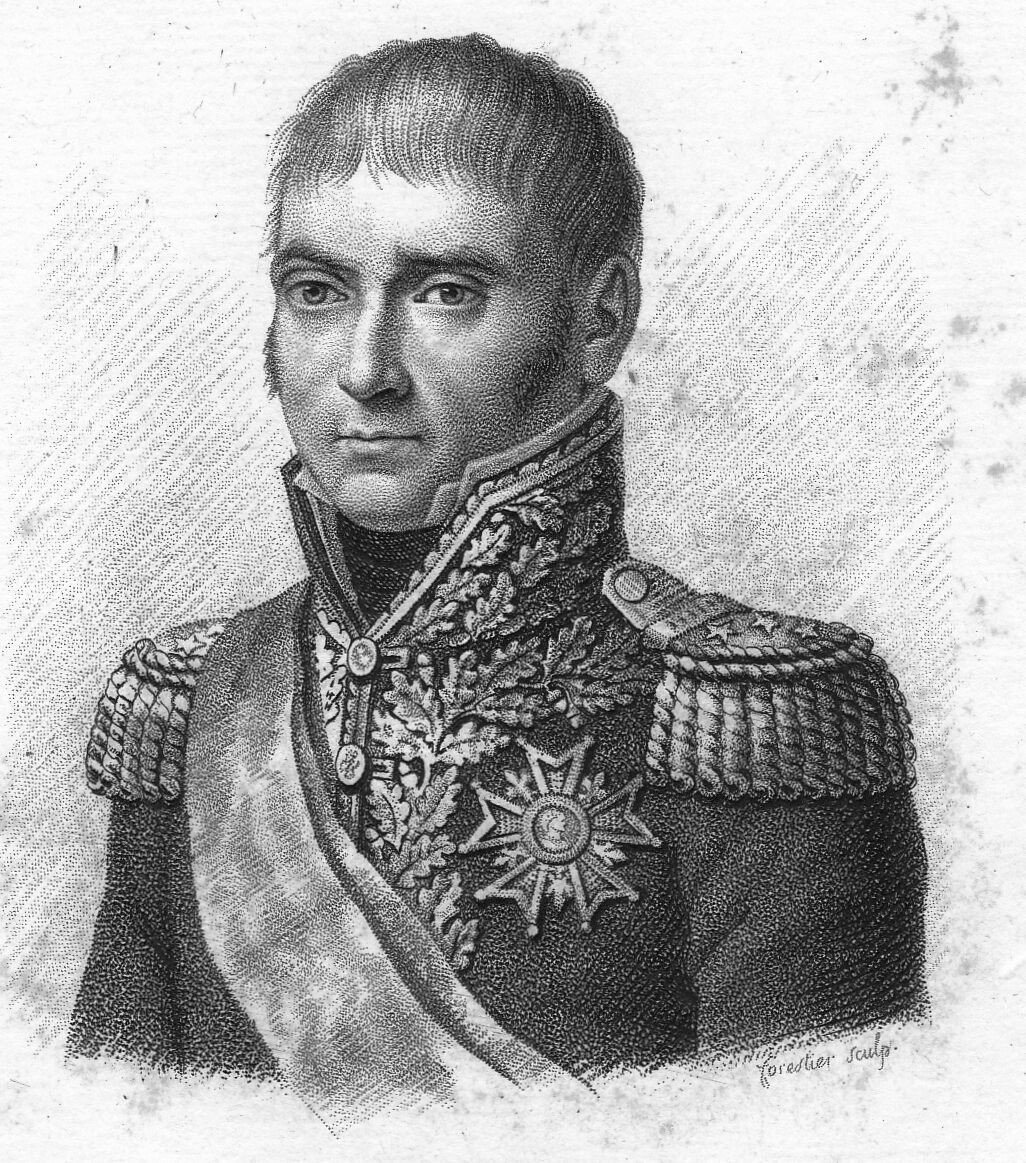
Pierre-Antoine Dupont de l'Étang, general francés responsable del saqueo.

El ejército francés se ensañó especialmente en conventos femeninos como el convento del Carmen, el convento de San Juan de Dios o el convento de los Terceros, donde se produjeron numerosas violaciones y saqueos de las imágenes, y en el robo de dinero, como en el palacio de Viana, donde se apoderaron de 80 000 reales, o en el Palacio Episcopal, de 100 000. En total se calcula que las tropas francesas se llevaron más de 10 millones de reales. Tamaña fue la recaudación, que los franceses desistieron de imponer ningún tipo de impuesto de guerra a la población.

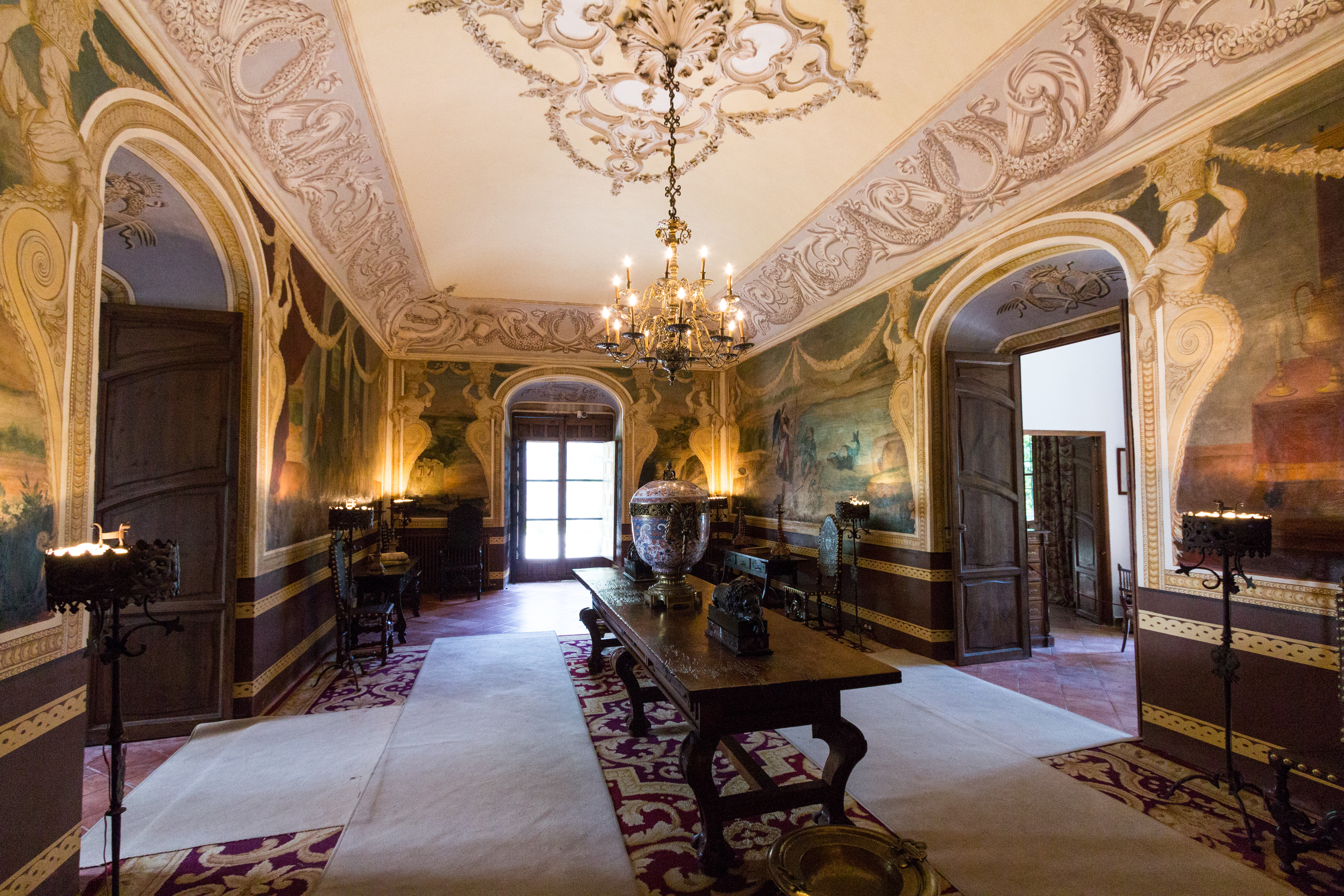
Estancias del Palacio de Viana, que fue duramente saqueado durante la ocupación de la ciudad por las tropas del General Dupont.

Las tropas imperiales abandonaron la ciudad el día 16 de junio tras conocer la capitulación de la Armada francesa en la bahía de Cádiz, así como de la formación del ejército de Andalucía, comandado por el general Castaños que, con el apoyo de tropas del general Reding, se dirigía hacia el valle del Guadalquivir. Siete días más tarde, el general Castaños entró en Córdoba donde comenzó a preparar la batalla que le enfrentaría al Ejército Imperial en los días siguientes, conocida como batalla de Bailén.

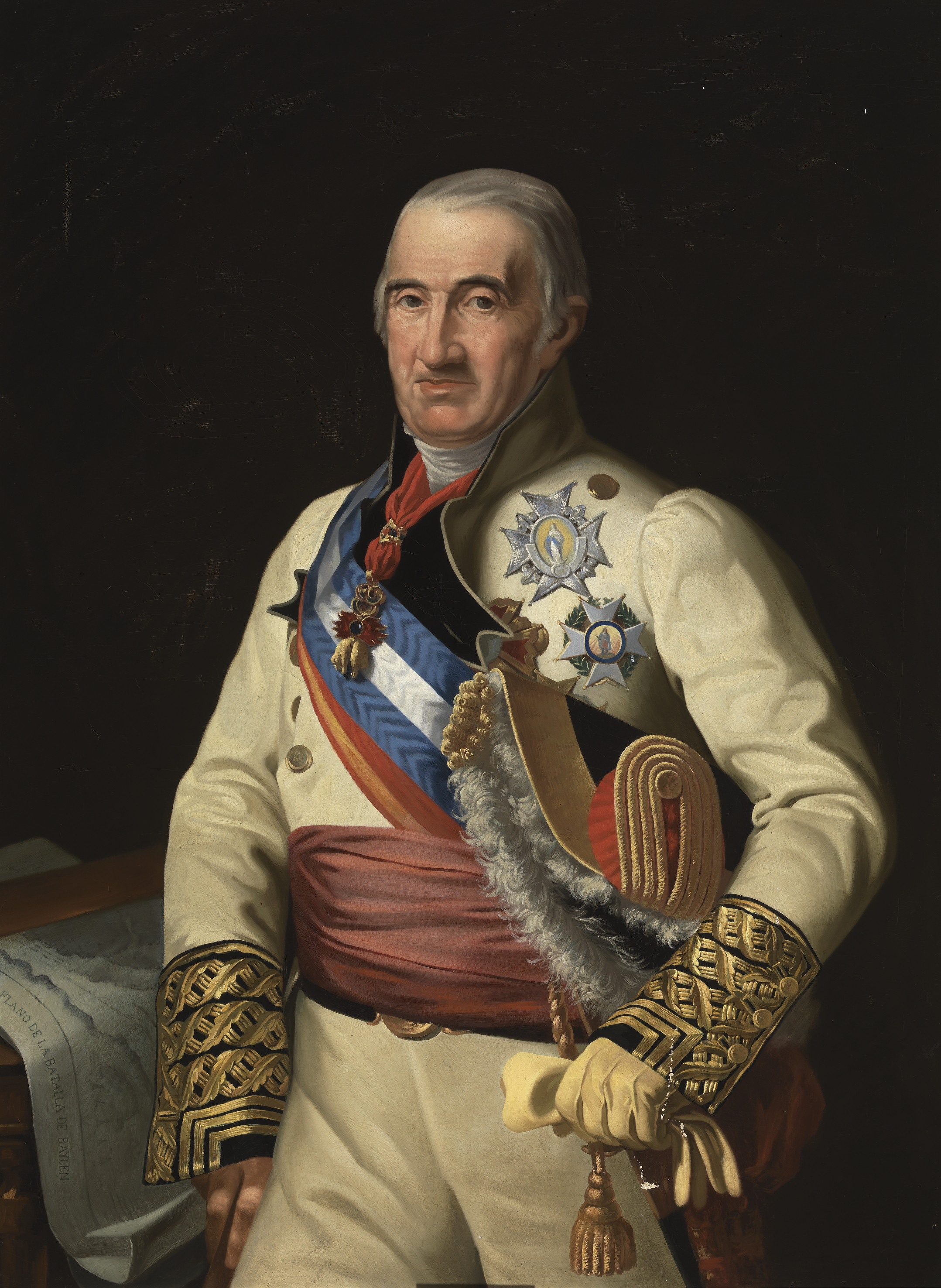
Retrato del General Castaños. La derrota francesa en la batalla naval de la Poza de Santa Isabel, así como la consolidación de un ejército español bajo el mando del General Castaños hizo huir a los franceses de la ciudad. Finalmente, Castaños entraría en Córdoba el 23 de junio de 1808, y comenzaría a perseguir a Dupont hasta vencerle en la Batalla de Bailén.

Con la derrota de los franceses en Bailén, el Ayuntamiento de Córdoba y otras instituciones de la ciudad hicieron llegar al general Castaños un recordatorio para que los franceses devolvieran el botín incautado a sus legítimos dueños, a lo cual el general respondió que solo se devolverían «los vasos, ornamentos sagrados y cuanto perteneciese al culto», en cumplimiento de las leyes de la guerra.
El 23 de enero de 1810 el general francés Víctor ocupa de nuevo la ciudad, permaneciendo en poder francés hasta el 4 de septiembre de 1812.